# Pseudina fatuella
Pseudina fatuella là một loài bướm đêm trong họ Noctuidae.